# KyriosBand
KyriosBand es una banda de alabanza alternativa originaria de Temuco, Chile, única ganadora del Premio Arpa en Ciudad de México. Formada en 2004 y liderada por John Sobarzo Reyes, su discografía incluye 3 álbumes de estudio y 2 DVD en vivo. Han realizado giras por España (2008, 2010) y México (2009), llegando incluso a tocar en el norte de África, además de recorrer su país.

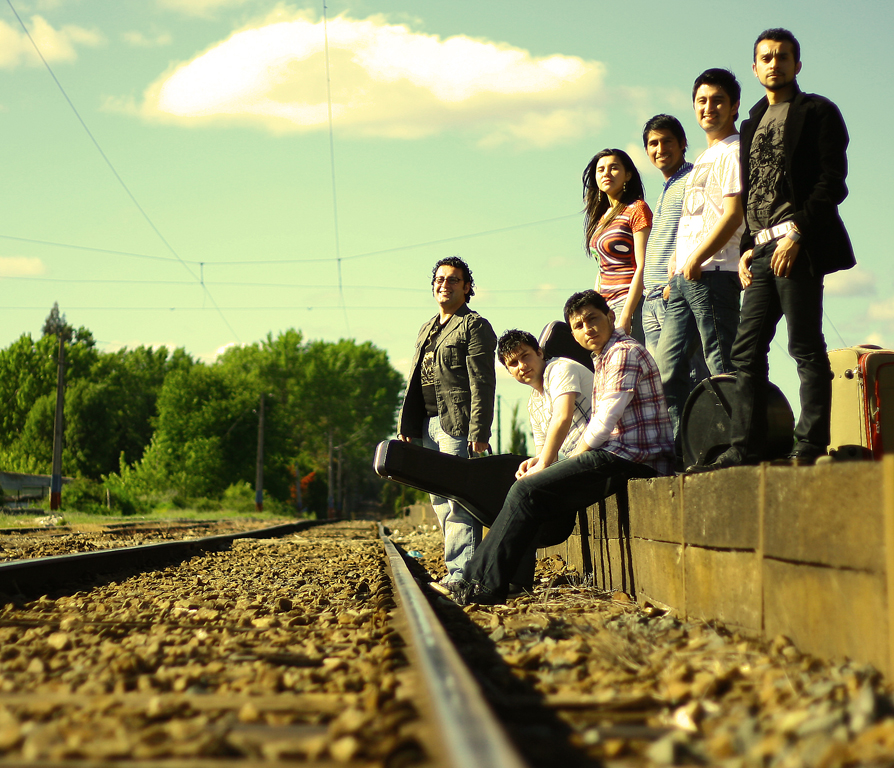
KyriosBand, sesión de fotos para el disco Amigo.

## Historia
La agrupación musical KyriosBand nació en Temuco, Chile, el año 2004, como una agrupación cristiana de Alabanza Alternativa compuesta por jóvenes de diferentes denominaciones.

Durante el año 2005 trabajaron en consolidarse como banda, realizando diferentes actividades de carácter musical en iglesias del sur de Chile. En abril de 2006 realizaron conciertos en las calles de Temuco durante el Festival de Vida. En septiembre de ese año ministraron tiempos de adoración en alabanza durante el Congreso de Confraternidad de Fe, en el Hotel de la Frontera, Temuco, y en noviembre lo hicieron en un evento evangelístico de Nezareth Casti Rey realizado en el Gimnasio Municipal Bernardo O'Higgins.

Durante enero del año 2007 realizaron la gira denominada “Sumérgete”, coordinada en conjunto con las respectivas municipalidades y junto a 33 jóvenes que les acompañaron durante 12 días por las plazas principales de ciudades chilenas como San Fernando, Talca, Linares, Chillán, Collipulli, Puerto Domínguez y Temuco, con actividades de carácter cultural como teatro, danza, mimos, payasos y por supuesto su música al aire libre.

En diciembre de 2007 finalizaron la grabación de su primer álbum titulado Pasión, mientras planificaban una gira a España para su promoción. También participaron en el Seminario Adoración 24, ministrando con sus nuevas canciones en tiempos de adoración.

En febrero de 2008 realizaron la gira “Pasión” en las ciudades de Madrid y Benidorm, España, coordinada con la Iglesia de Dios y ministerios independientes, junto a 24 jóvenes que les acompañaron durante 20 días, realizando actividades de carácter social y cultural, incluyendo teatro, danza, mimos, payasos y su expresión musical como banda.

Marzo de 2008 les encontró trabajando en promocionar su trabajo como banda, realizando el lanzamiento oficial de su primer álbum y preparando el segundo disco, Refugio.

No conformes con entregar sólo un excelente CD musical, la banda se embarcó en un proyecto audiovisual basado en su nuevo álbum, por lo que realizaron un concierto en vivo en el Teatro Municipal de Temuco, cuya grabación se presenta en el DVD Refugio en vivo.

El disco Refugio fue presentado al proceso de postulación a los Premios Arpa 2009 en Ciudad de México, y fue considerado Elegible en 6 categorías. Adicionalmente el espacio en Internet de la banda, KyriosBand.com se ubicó entre los elegibles para Mejor Sitio de Grupo o Cantante.

Luego del proceso de votación por parte de los Miembros Profesionales de la Academia, Refugio resultó nominado en 2 categorías: Mejor Álbum Independiente y Mejor Diseño de Portada, categoría en la que ganaron el Premio Arpa, lo cual refleja el excelente nivel técnico y artístico de KyriosBand, única banda chilena que ha alcanzado tales logros.

Además de estar presentes en la ceremonia de Premios Arpa efectuada en el Auditorio Nacional el 23 de octubre de 2009, KyriosBand realizó una extensa y exitosa gira por el D.F. de México para ministrar en iglesias y realizar entrevistas con diversos medios de comunicación, incluyendo el canal TBN Enlace, Canal 40, la revista Staff Music, Otra Onda Radio (enlace roto disponible en Internet Archive; véase el historial, la primera versión y la última)., y el periódico Buenas Nuevas, entre otros.

Desde finales de 2009 la banda se enfocó en su tercer proyecto discográfico, Amigo, cuyo lanzamiento el sábado 27 de marzo de 2010 también quedó registrado en un DVD en vivo, rodado al aire libre en la ciudad de Temuco, utilizando los medios audiovisuales más modernos disponibles para ayudar a comunicar el mensaje eterno de redención.

Con el nuevo disco y el DVD anterior bajo el brazo concretaron su segunda y más extensa gira por España durante mayo de 2010; fueron invitados por el Dr. Lucas Leys para ser parte de la 10.ª Convención Internacional Liderazgo Juvenil en Buenos Aires, Argentina; también fueron invitados a participar en el evento One World en la ExpoCristiana de Ciudad de México; y fueron invitados por el pastor Ale Gómez al Jesus Summer Camp 2011 en Neuquén, Argentina, para ministrar la alabanza, consolidando así su proyección internacional.

## Integrantes
- John Sobarzo (voz/guitarra)
- Felipe Curin (teclado)
- Erwin Alvial (coros)
- Priscila Manqueñir (voz/coros)
- José Sobarzo (coros)
- Timoteo Apeleo (guitarra eléctrica)

## Discografía
- Pasión (2008)

- Refugio (2009)

- Amigo (2010)

- Uno (2011)

## Premios y reconocimientos
- Banda nominada en dos categorías para la Séptima Edición Anual de los prestigiosos Premios Arpa el año 2009.
- Su 2° disco, Refugio, resultó uno de los 5 mejores álbumes independientes del año en la Séptima Edición Anual de los Premios Arpa.
- Obtuvo el Premio Arpa con su 2° disco, Refugio, en la categoría Mejor Diseño de Portada.
- Resultó nominada para la Octava Edición de los prestigiosos Premios Arpa con su 3.er disco, Amigo, en la categoría Mejor Diseño de Portada.